# Journal en français facile
 (février 2024).
Le journal en français facile est un journal radiophonique diffusé quotidiennement sur Radio France internationale. D'une durée de dix minutes, ce journal se caractérise par des phrases simples et l'utilisation volontaire de redondances afin que les auditeurs souhaitant apprendre le français ou maîtrisant mal cette langue puissent le comprendre. Il est diffusé en direct depuis le studio 31 de France Médias Monde à Issy-les-Moulineaux. Aujourd'hui, le journal en français facile est un des journaux les plus écoutés de RFI.
Le journal est présenté par un duo de journalistes. Le premier travaille au service Monde, c'est lui qui écrit le journal. Le second est le présentateur d'Afrique soir, il rejoint son collègue quelques minutes avant l'antenne pour lui donner la réplique.
Le podcast est ensuite mis en ligne sur le site de la radio, avec le script de l'émission, ce qui permet aux auditeurs d'écouter et de lire le Journal en français facile.

## Historique
Le journal est d'abord lancé sur internet. Il dure alors une vingtaine de minutes, à raison d'un journal par semaine. Le journal arrive à l'antenne en octobre 2001, et est désormais réalisé par la rédaction de RFI. Il cible les auditeurs francophones qui n'utilisent pas le français au quotidien.

## Horaires
Le journal est diffusé à 16 heures en temps universel, soit à 17 heures ou  18 heures à Paris, selon que l'heure d'été ou l'heure d'hiver est en vigueur. Du lundi au vendredi.